# Diplonychus jeridi
Diplonychus jeridi är en spindeldjursart som beskrevs av Auger och Flechtmann 2003. Diplonychus jeridi ingår i släktet Diplonychus och familjen Tetranychidae. Inga underarter finns listade i Catalogue of Life.